# 1956년 청정대기법
청정대기법(Clean Air Act 1956)은 영국 의회가 12,000명이 사망한 1952년 그레이트 스모그에 대한 대책으로 1956년에 제정한 법률이다.

## 내용
동법은 대기 오염을 줄이는 많은 방법을 소개한다. 특히 일부 마을과 도시에 연기 통제 구역(smoke control areas)을 설정하여 해당 구역에서는 오직 무연 연료만을 태우도록 하는 방법을 소개한다. 가정용 난방 연료를 무연탄, 전기, 가스로 대체하여 주택에서 발생하는 아황산가스(sulphur dioxide)와 연기 공해의 발생량을 줄이도록 하고 있다. 도시의 대기 오염을 줄이기 위해, 도시 주변의 발전소를 멀리 이전시키고 발전소 굴뚝의 높이를 더 높이도록 하고 있다.
동법은 환경 보호를 위한 법적 토대의 발전의 측면에서 중요한 이정표로 평가받고 있다.

## 같이 보기
- 청정대기법 (미국) - 1963년 제정
- 청정대기법 (뉴질랜드) - 1972년 제정